# 中岗乡 (仁寿县)
中岗乡，是中华人民共和国四川省眉山市仁寿县曾经下辖的一个乡。

## 行政区划
中岗乡撤销前下辖以下地区：
白发村、静宁村、翻水村、粮丰村、合力村、彻底村、高举村、兰图村和天宫村。